# Ван Асбрук, Паул
Паул ван Асбрук (нидерл. Paul van Asbroeck; 1 мая 1874, Схарбек — 1959) — бельгийский стрелок из пистолета и винтовки, чемпион и призёр летних Олимпийских игр и 12-кратный чемпион мира.

## Летние Олимпийские игры 1900
На летних Олимпийских играх 1900 года в Париже Ван Асбрук участвовал в соревнованиях по стрельбе из винтовки. В одиночном соревновании стоя он занял 4-е место с 297 очками, с колена 4-ю позицию с 308 баллами, и лёжа 8-е место с 312 очками. В стрельбе из трёх позиций, в которой все ранее набранные очки складывались, он стал 3-м, получив бронзовую медаль. В командном соревновании его сборная стала шестой и заняла последнее место.

## Летние Олимпийские игры 1908
На Играх в Лондоне Ван Асбрук стал первым в индивидуальной стрельбе из пистолета и занял второе место в командном состязании. В командной стрельбе из винтовки его сборная заняла пятую позицию.

## Летние Олимпийские игры 1920
На Играх 1920 в Антверпене Ван Асбрук соревновался в 11 дисциплинах, из них в восьми командных. Он не получил ни одной медали, не оказавшись на позиции, выше пятой. В двух индивидуальных соревнованиях его точный результат неизвестен.

## Летние Олимпийские игры 1924
На ещё одних Играх в Париже в 1924 году Ван Асбрук участвовал в четырёх состязаниях. Он стал четвёртым в скоростной стрельбе из пистолета на 25 м, девятым в стрельбе из винтовки лёжа на 50 м, 24-м в стрельбе из винтовки на 600 м и одиннадцатым в командном соревновании из произвольной винтовки.

## Летние Олимпийские игры 1936
На своих последних Играх 1936 года в Берлине 62-летний Ван Асбрук соревновался только в двух дисциплинах — в стрельбе из пистолета на 50 м он стал 31-м, и в стрельбе из винтовки на 50 м лёжа 55-м.

## Чемпионаты мира
Асбрук участвовал на чемпионатах мира с 1904 по 1925. В итоге он выиграл двенадцать золотых медалей, десять серебряных и тринадцать бронзовых.